# Radírgumi

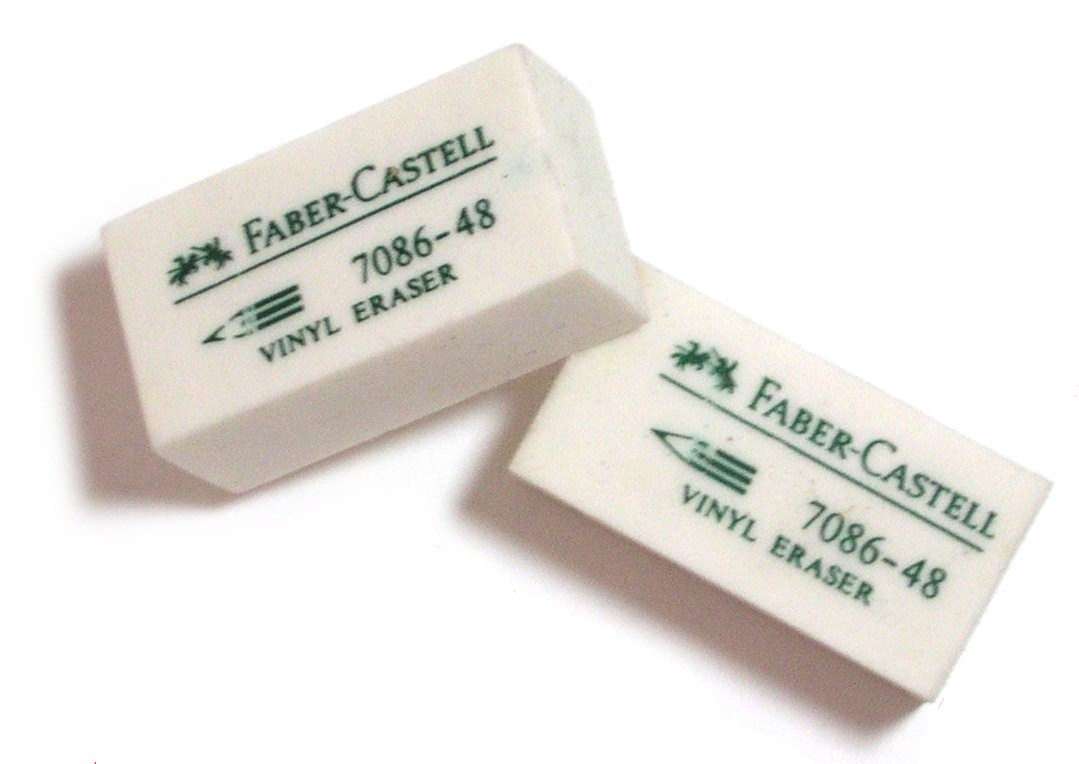
Modern radírgumik

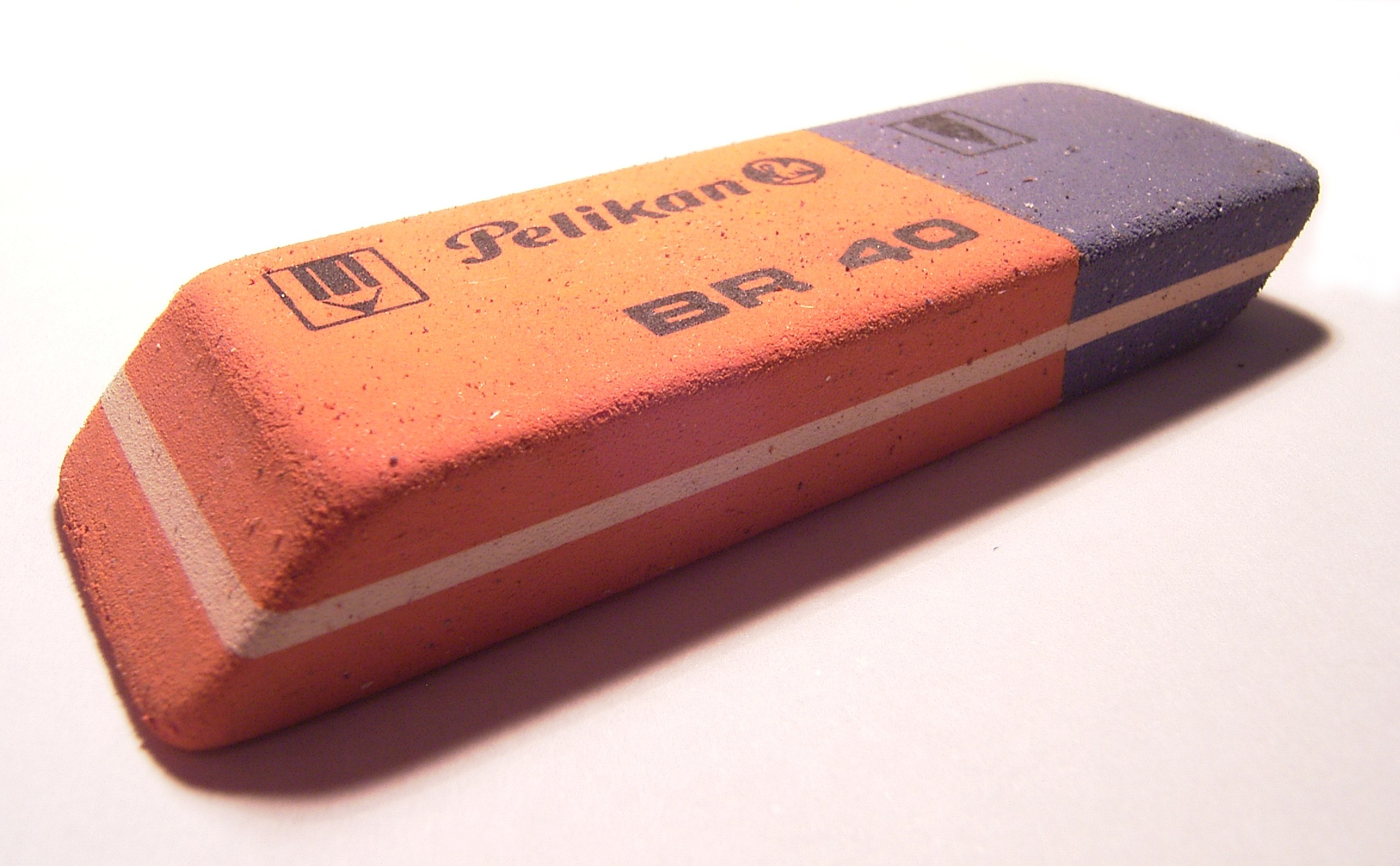
Tollradír

A radírgumi (vagy egyszerűen csak radír) olyan irodaszer, ami a ceruzával vagy tollal készült írás eltávolítására szolgál. Összetétele gumiszerű, színe általában fehér, de a modern anyagok segítségével manapság már bármilyen színű radír előállítható. Sok ceruza végén található kisebb méretű radír.

## Története
A radírgumi feltalálását megelőzően viaszt használtak a grafit vagy faszén nyomának eltüntetésére a papírról, továbbá használtak kenyérbelet is radírként, ami azonban könnyen szétesett, és viszonylag drága volt a pótlása.
1770. április 17-én Joseph Priestley írt le egy növényi összetételű gumit, ami képes volt eltávolítani a ceruza írását: „Láttam egy anyagot, mely tökéletesen megfelel a fekete grafitceruza nyomának eltüntetésére a papírról.”
Edward Nairne angol mérnök nevéhez fűződik az első radírgumi piacra dobása, aki véletlenül egy darab gumit használt kenyérbél helyett, ezzel felfedezve a radírgumit. Ez volt a gumi első gyakorlati felhasználása Európában. 1770-ben hallott egy világraszóló versenyről, melyben a legjobb feltalálót keresték, és ezt követően kezdte el az árusítást. Állítólag magas áron, 3 shillingért árulta a radír kockáját.
A radír ebben a formájában azonban ugyanolyan hátrányokkal rendelkezett, mint a kenyér. A radírgumi széles körben azután terjedt el, hogy 1839-ben Charles Goodyear feltalálta a vulkanizálást, ami ellenállóvá tette a gumit.
1858. március 30-án az amerikai Hymen Lipman nevéhez fűződik az első szabadalom: szabadalmaztatta a radír ceruza végére történő illesztését. Később ezt érvénytelenítették, ugyanis ez két létező termék összetétele, nem egy teljesen új feltalálása.
A közhiedelemmel ellentétben a radírguminak, az esetek többségében semmi köze a közönségesen guminak nevezett, vagyis kaucsuk alapú gumihoz, mert faktiszból készül. A faktisz pedig kénnel vulkanizált, (száradó vagy félszáradó) növényi olaj (lenolaj, repceolaj, vagy közönséges napraforgóolaj).  A faktisz ugyan gumiszerű, de nem gumi. A radírként való felhasználását az teszi lehetővé, hogy a kenyérbélhez hasonlóan morzsálódik.

### Nevének eredete
A magyar radírgumi kifejezés a német Radiergummi egyszerű félfordítása. Ez a „kitöröl” (németül: radieren) szóból ered. Az eredeti, angol elnevezést a ceruza nyomának kidörzsölése (angolul: rubbing out) adta.

## Típusai

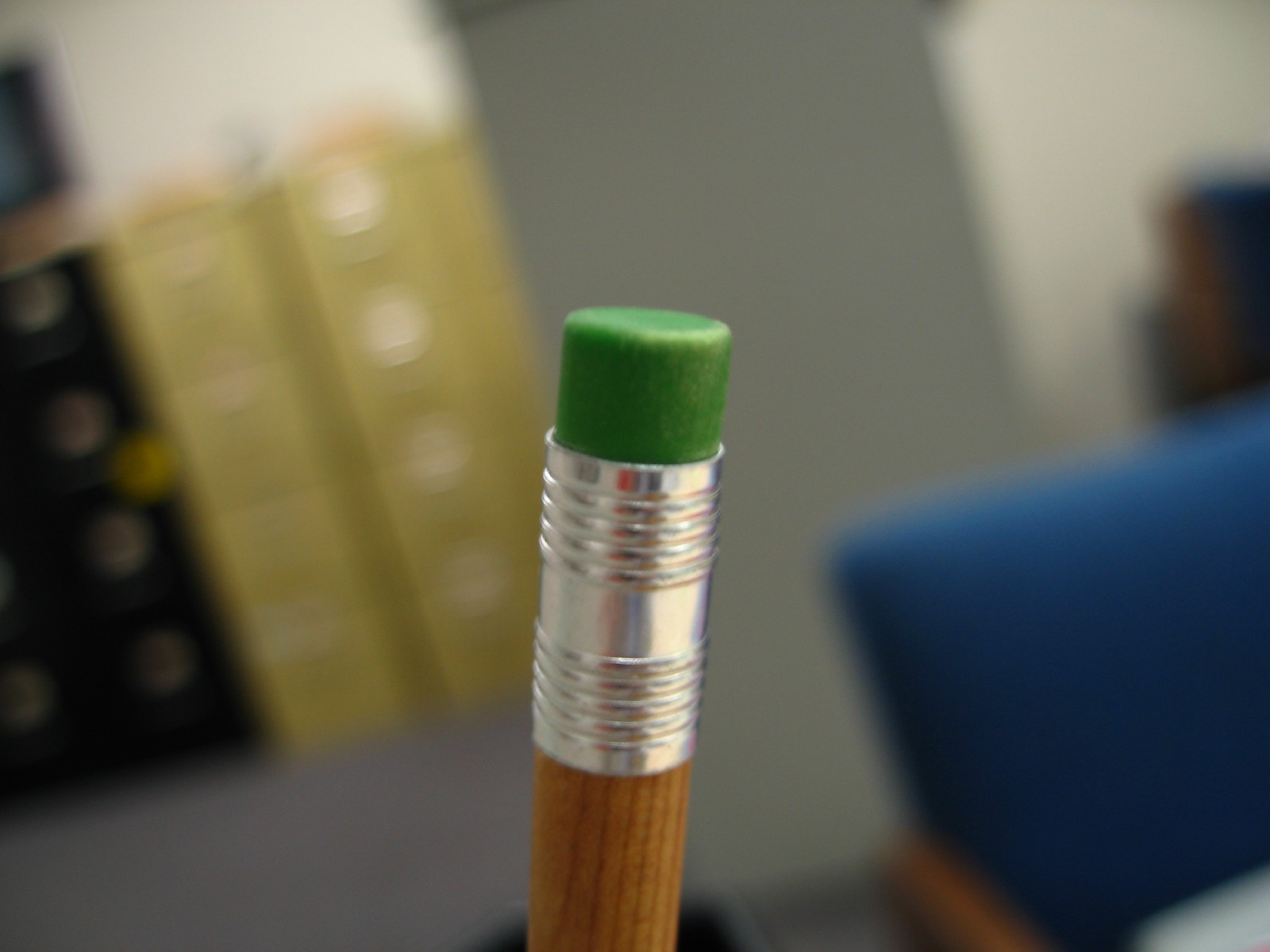
Radírgumi egy ceruza végén

Gyakran helyeznek egy kis darab radírt a ceruzák felső végébe. Az ilyen radírokat általában rózsaszínre, zöldre vagy pirosra festik, és nem finomítják. Sokféle színben forgalmaznak radírokat, amelyek így illeszkednek a ceruza színéhez, és egyúttal újszerűnek hatnak. Ezekhez a radírokhoz zúzott habkövet adagolnak, hogy növeljék a hatásukat. Általában minden célra megfelelőek, de gyakran elmaszatolják a grafitot vagy megsértik a papírt. A használat során leváló kis radírdarabkákat el kell távolítani, mert foltokat hagyhatnak a papíron. A nem eléggé rugalmas radírok alkalmatlanok a radírozásra.
Egy másik, a grafikusok által kedvelt típus a művészradír, amelyet lágy, érdes gumiból készítenek, kifejezetten nagy papírfelületek sérülésmentes megtisztítására. Hátránya, hogy különösen hajlamos morzsolódásra, és pontatlan. Sok grafikus ezért kenyérbelet használ helyette. A művészradírok egyezményes színe a barna.

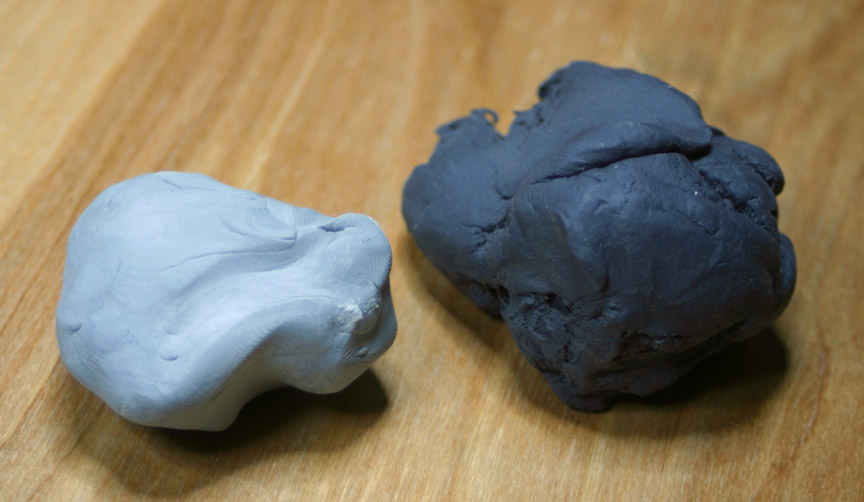
Gyurmaradír. Balra egy új, jobb oldalon egy elhasznált radír látható. A használt radír sötétebb a bedolgozott szénpor miatt.

Szintén jól ismert típus a gyurmaradír, általában fehér vagy szürke gittszerű anyagból készítik. A grafit- és széndarabok „felszívása” révén működik. Nem morzsolódik, ezért jóval tovább használható, mint más radírok. Egy idő múlva azonban az anyaga képtelenné válik több grafit elnyelésére, és radírozás helyett foltot hagy.
A lágy műanyag radírok általában PVC-ből készülnek, tapintásra és működésre is tisztábbak, mint a hagyományos radírok. Kisebb a felszívóképességük, cserébe jobban kímélik a vásznat. Hajlamos maszatolásra, ezért inkább csak apróbb javításokra használják őket, műszaki rajzolók kedvelt eszköze. Színezésük általában fehér.
A filctollas táblákhoz használt törlőkefe  nem valódi radír, hanem egy fogóra szerelt vékony filclap.
Radírok sokféle kivitelben kaphatók. Általános geometriai alakzatokban forgalmazni őket, de kaphatóak ceruzára illeszthető radírok, radír stiftek (töltőceruzaszerű tokba illesztett radír, anyaga általában PVC)  is. A gyermekeknek szánt, gazdagon színezett figurás radírokkal szemben általában nem elvárás a jól használhatóság.

## Lásd még
- Rajz

## Külső hivatkozások
- Érdekességek a radírról

## Fordítás
- Ez a szócikk részben vagy egészben  az   Eraser című angol Wikipédia-szócikk fordításán alapul.  Az eredeti cikk szerkesztőit annak laptörténete sorolja fel. Ez a jelzés csupán a megfogalmazás eredetét és a szerzői jogokat jelzi, nem szolgál a cikkben szereplő információk forrásmegjelöléseként.